# Manaia Siania-Unutoa
Manaia Digiovanni Lee Siania-Unutoa (sinh ngày 19 tháng 1 năm 1995) là một cầu thủ bóng đá người Samoa thuộc Mỹ, đóng vai trò là thủ môn cho Black Roses.

## Nghề nghiệp
Siania-Unutoa xuất hiện lần đầu quốc tế của mình cho Samoa thuộc Mỹ trên 24 tháng 8 năm 2018 như đội trưởng, bắt đầu trong năm 2018 của OFC Phụ nữ quốc Cúp trình độ trận đấu với Quần đảo Solomon.

## Thống kê nghề nghiệp

### Quốc tế
Kể từ ngày 30 tháng 8 năm 2018
| American Samoa | American Samoa | American Samoa |
| Năm            | Số trận        | Bàn thắng      |
| -------------- | -------------- | -------------- |
| 2018           | 3              | 0              |
| Tổng           | 3              | 0              |